# سهل بن ثعلبة الزبيدي
سَهْل بن ثعلبة بن جَزْء الزبيدي صحابي، ينسب إلى سعد العشيرة بن مذحج، رَوَى عن النبي صَلَّى الله عليه وسلم في النهي عن استقبال القبلة للبول. رواه الليث عنه، قاله البخاريّ، هكذا استدركه ابن فتحون، فغلط غلطًا شَنِيعًا، وإنما قال البخاريّ: سهل بن ثعلبة، عن ابن جَزْء، فسقط "عن"، وكيف يتخيل ابن فتحون أنَّ الليثَ يَرْوِي عن صحابي، وقد أخرج الحديث الطبراني مِنْ طريق سهل، عن عبد الله بن الحارث بن جَزْء. وسَهْل معدود في التابعين عند البخاريّ وأبي حاتم، وكل مَنْ ذكره.